# Českokrumlovská vrchovina
Českokrumlovská vrchovina je geomorfologický podcelek v jihovýchodní části Šumavského podhůří. Má charakter členité vrchoviny s převládajícím erozně denudačním reliéfem.

## Vymezení
Rozprostírá se na ploše 519 km2 a má průměrnou nadmořskou výšku 719 m. Na západě sousedí s Vltavickou brázdou a Želnavskou hornatinou, na severu s Prachatickou hornatinou, na východě s Kaplickou brázdou a Hornodvořišťskou sníženinou a na jihu s Trojmezenskou hornatinou.

## Geologická stavba
Českokrumlovská vrchovina je tvořena především krystalickými horninami moldanubika.

## Geomorfologické okrsky a významné vrcholy
Podhůří se člení na šest geomorfologických okrsků:
- Plešenská hornatina (Mladoňovská vrchovina) – Plešný (1066 m)
- Boletická vrchovina – Suchý vrch (840 m)
- Olšinská kotlina
- Frymburská vrchovina – Liščí vrch (829 m)
- Rožmberská vrchovina – Okolí (956 m)
- Vyšebrodská vrchovina – Kravín (796 m)

Většina vrcholů dosahuje nadmořské výšky pouze 700 – 850 m. Na západě, v geomorfologickém okrsku Plešenská hornatina, se nacházejí 2 tisícovky (tisícimetrové vrcholy). Na východě, v Rožmberské vrchovině, se zvedá více než devítisetmetrová Poluška.